# Czesław Michniak
Czesław Michniak (ur. 29 sierpnia 1918 w Lublinie, zm. 25 marca 2012 r. w Poznaniu) – polski prozaik.
Ukończył studia na Wydziale Prawa Uniwersytetu Jagiellońskiego. W okresie okupacji służył w Armii Krajowej. W 1943 został wywieziony na roboty przymusowe do III Rzeszy. W latach 1945–1978 był dziennikarzem prasy kieleckiej, a później poznańskiej.

## Twórczość wybrana
- Drewniane skrzydła
- Opowiadania poznańskie
- Piknik pod gilotyną[1]
- Błagam towarzysza o litość[2]
- Czeska odyseja[3]
- HIVek moja miłość[4]